# Sutare
Sutare (Tinca tinca), även kallad lindare, är en art i familjen karpfiskar. 
Sutaren kan bli upp emot 70 centimeter lång och har ett tjockt lager slem. Den är försiktig och ljusskygg och håller sig därför nära botten. Huvudfödan utgörs av mygglarver, musslor, snäckor och annat som finns i bottensedimentet.
Sutaren är en uppskattad sportfisk för mete (speciellt bottenmete) eftersom den är svår att fånga samt att den bjuder stort motstånd. Sutaren anses av många vara en delikatess, men det kommersiella värdet är litet. Köttet är fast och fint och har inte mycket ben. Det svenska sportfiskerekordet är 5460 gram och innehas av Rickard Linderot, Svedala, uppnått i Antorpa sjö i Halland 9 juni 2006.

## Fiske
Fiske efter sutare (Tinca tinca) är en populär aktivitet bland sötvattensfiskare i Europa, särskilt under de varmare månaderna. Sutare är bottenmatande fiskar som vanligtvis finns i sjöar, långsamma floder och ogräsdammar. De är kända för sitt försiktiga matbeteende, vilket gör dem till en utmanande och givande fångst. Sportfiskare riktar sig vanligtvis mot sutare med hjälp av flötfiske eller legeringsmetoder med beten som sockermajs, maskar, maggots eller boilies. Tidig morgon och sen kväll anses vara de mest produktiva tiderna, särskilt under senvåren och sommaren när sutare är mest aktiva. Deras starka, envisa slagsmål gör dem till en favorit bland grovfiskeentusiaster.